# Alexander Szelig
Alexander Szelig, född den 6 februari 1966 i Werdau, Östtyskland, är en östtysk och därefter tysk bobåkare.
Han tog OS-guld i herrarnas fyrmanna i samband med de olympiska bobtävlingarna 1994 i Lillehammer.